# أوناي ميدينا
أوناي ميدينا (بالإسبانية: Unai Medina Pérez) (16 فبراير 1990 بباساوري في إسبانيا - ) هو لاعب كرة قدم إسباني في مركز الدفاع. لعب مع أتلتيك بيلباو ب وديبورتيفو ألافيس ونادي باراكالدو ونادي باسكونيا ونومانسيا.

## روابط خارجية
- أوناي ميدينا على موقع قاعدة بيانات كرة القدم.إي يو (الإنجليزية)
- أوناي ميدينا على موقع Soccerway.com (الإنجليزية)
- أوناي ميدينا على موقع AS.com (الإسبانية)